# Jean-Victor Poncelet
Jean-Victor Poncelet (Metz, 1 de julio de 1788-París, 22 de diciembre de 1867) fue un matemático e ingeniero francés, autor de notables aportaciones que supusieron la recuperación de la geometría proyectiva como una disciplina matemática importante.
Como matemático, su trabajo más notable fue en geometría proyectiva, aunque una colaboración temprana con Charles Julien Brianchon proporcionó una contribución significativa al teorema de Feuerbach. También hizo descubrimientos sobre conjugados armónicos proyectivos; relacionándolos con los polos y las líneas polares asociadas a secciones cónicas. Desarrolló el concepto de líneas paralelas que se encuentran en un Punto del infinito y definió los puntos circulares en el infinito que se encuentran en cada círculo del plano. Estos descubrimientos condujeron al principio de dualidad, y al principio de continuidad (en su "Traité des propriétés projectives des figures") y también ayudaron al desarrollo de los números complejos.
Como ingeniero militar, sirvió en la campaña de Napoleón contra el Imperio ruso en 1812, en la que fue capturado y mantenido prisionero hasta 1814. Posteriormente, fue profesor de mecánica en la École d'application de su ciudad natal, Metz, durante la cual publicó Introduction à la mécanique industrielle, obra por la que es famoso, y mejoró el diseño de turbinas y ruedas hidráulicas. En 1837, se creó especialmente para él una cátedra de mecánica física y experimental en la Sorbona (la Universidad de París).  En 1848, se convirtió en el comandante general de su alma mater, la École Polytechnique. Se le honra con la inclusión de su nombre entre los notables ingenieros y científicos franceses expuestos alrededor de la primera etapa de la Torre Eiffel.

## Biografía

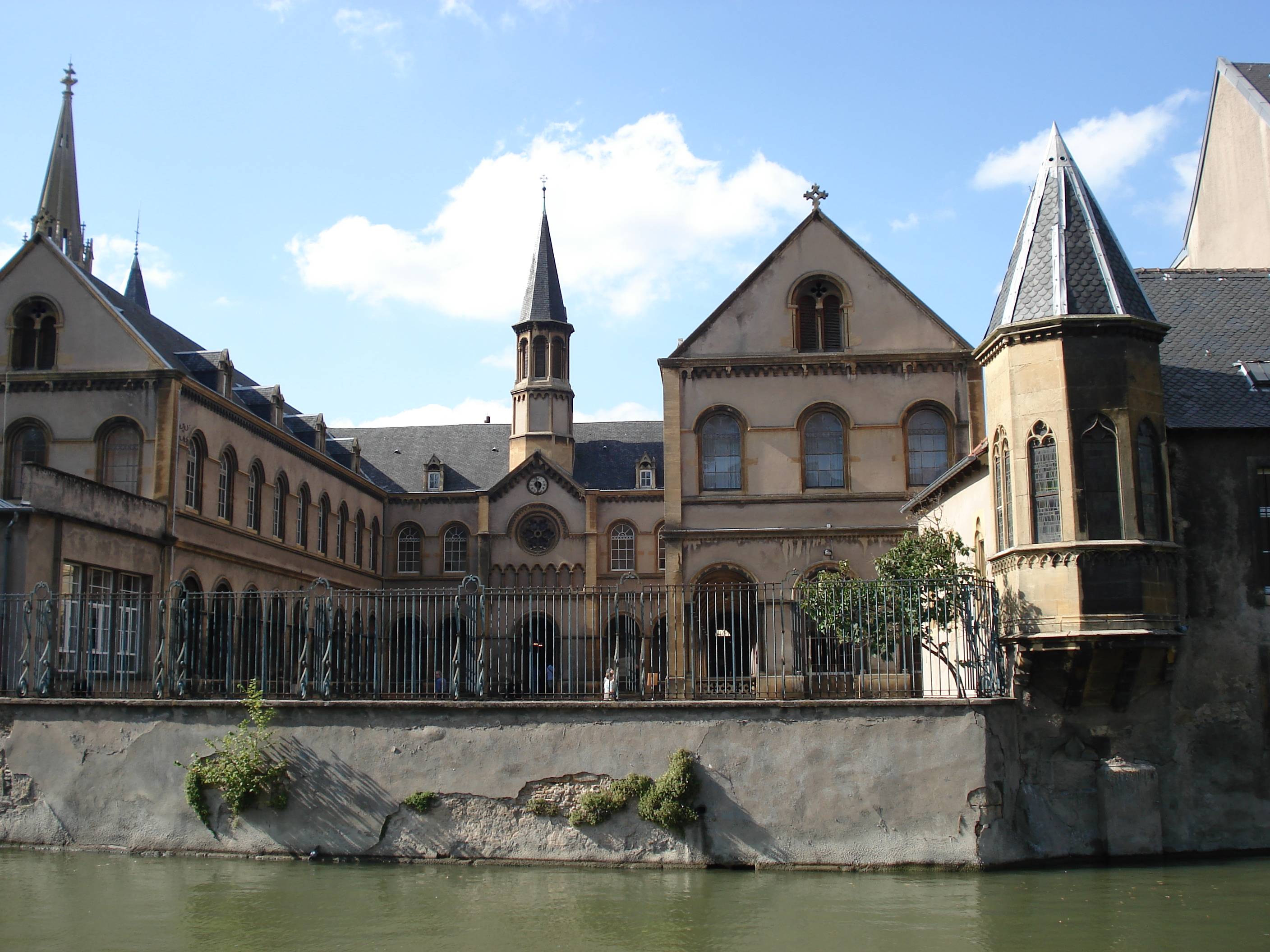
Lycée Fabert, de Metz.

Jean-Victor Poncelet nació el 1 de julio de 1788, en Metz, plaza fuerte de los Trois-Évêchés. Tras cursar humanidades en el Liceo Fabert de Metz, eligió naturalmente la carrera de las armas. Tras aprobar el examen de ingreso en la École polytechnique (promoción X 1807), se graduó el 11 de febrero de 1812. Allí  estudió con grandes profesores como Gaspard Monge, Lazare Carnot, André-Marie Ampère y otros.
Se unió a la Grande Armée de Napoleón en junio de 1812 como teniente de ingenieros durante la campaña rusa, en Vitebsk. Proporcionando protección al ejército del mariscal Michel Ney, fue hecho prisionero en la Batalla de Krasnoi, el 18 de noviembre (su coronel había muerto y a él le mataron un caballo que llevaba debajo), y fue conducido a Sarátov, en el Volga, una distancia de casi 1500 kilómetros que recorrió a pie en cuatro meses (de noviembre a febrero), en pleno invierno ruso. Entre 1813 y 1814 estuvo retenido en la prisión de Sarátov, después de haber sido dado por muerto durante la retirada de Moscú. Privado de todo libro, se dedicó a los fundamentos de matemáticas. Fue entonces cuando puso en forma los principios fundamentales de la geometría proyectiva que habían sido abordados por Pappus (siglo IV), luego Girard Desargues y Pascal. El regreso a Francia también le llevó cuatro meses.
De regreso a Francia en 1814, publicó en 1822 su Traité des propriétés projectives des figures, que iba a encaminar las matemáticas hacia la geometría pura a lo largo del siglo XIX. Alumno de Gaspard Monge, renovó la geometría proyectiva (1822) (Gran teorema de Poncelet sobre las cónicas, dualidad por polos y polares recíprocos, haz armónico, puntos cíclicos). Sus descubrimientos matemáticos más importantes, que habrían de renovar la geometría proyectiva, fueron gestados precisamente durante los años de cautiverio. En ambientes matemáticos se oye decir con frecuencia que la geometría proyectiva moderna nació en la prisión de Sarátov.
Se dice que introdujo en las escuelas francesas, a partir de 1814, el uso del ábaco con fines educativos, tras su regreso de Rusia donde había descubierto el Stchoty (ábaco ruso) utilizado por los rusos.
También se interesó por la mecánica, y en 1824 presentó su invención de la «noria curva», que fue galardonada al año siguiente con el premio Montyon de la Academia de Ciencias de Francia. Esta fue una de las razones por las que, en 1825, a sugerencia de François Arago, fue encargado de mecánica en la École d'Artillerie et du Génie de Metz. Admitido en la Académie des sciences de París en 1834 (en sustitución de Jean Nicolas Pierre Hachette), se encargó de crear un curso de mecánica aplicada en la Facultad de Ciencias. Fue nombrado general en 1848 y dirigió la École polytechnique. Poncelet se convirtió en miembro extranjero de la Royal Society el 5 de mayo de 1842.
El 15 de mayo de 1848, condujo en armas y uniforme a los alumnos de la École polytechnique para ponerse a disposición del gobierno y, en junio, inició las reformas que exigía la enseñanza de esta escuela. El 10 de diciembre de 1850, el General Poncelet fue nombrado Comendador de la Legión de Honor. Finalmente, para coronar su carrera militar, el general de brigada Jean-Victor Poncelet fue nombrado Gran Oficial de la Legión de Honor, el 9 de julio de 1853.
Jean-Victor Poncelet murió en París, en el 6e arrondissement, el 23 de diciembre de 1867. Fue autor.

## Contribuciones
- Se le debe fundamentalmente el importante principio de dualidad o de Poncelet por el que:

Todo enunciado de geometría proyectiva plana permanece válido si se sustituyen los puntos por rectas, las rectas por puntos, la concurrencia de rectas por la alineación de puntos, etc. y viceversa.

- En 1822 publicó su libro sobre geometría proyectiva, de forma que una serie de problemas difícilmente resolubles por la antigua geometría de las formas, eran ahora fácilmente resueltos aplicando los nuevos métodos. La geometría proyectiva está fundada por completo sobre lo que llamaba un axioma de continuidad completamente simple: si se toma un arco de círculo cortado en dos puntos por una recta, si se desplaza la recta, hay un momento en que ya no toca el arco del círculo más que en un punto y un momento en el que si sale del círculo, ya no lo toca en ningún punto. El axioma de continuidad de Poncelet habilita la posibilidad de tratar el caso de la tangente como un caso extremo, a saber, que no es que uno de los puntos haya desaparecido, sino que los dos puntos siempre existen, pero virtuales. Cuando la recta sale del todo del círculo, no es que los dos puntos hayan desaparecido, siempre están allí, pero ambos son virtuales. Es precisamente este axioma de la continuidad el que permite organizar todo un sistema de proyecciones, denominado sistema proyectivo.

### Algunas publicaciones

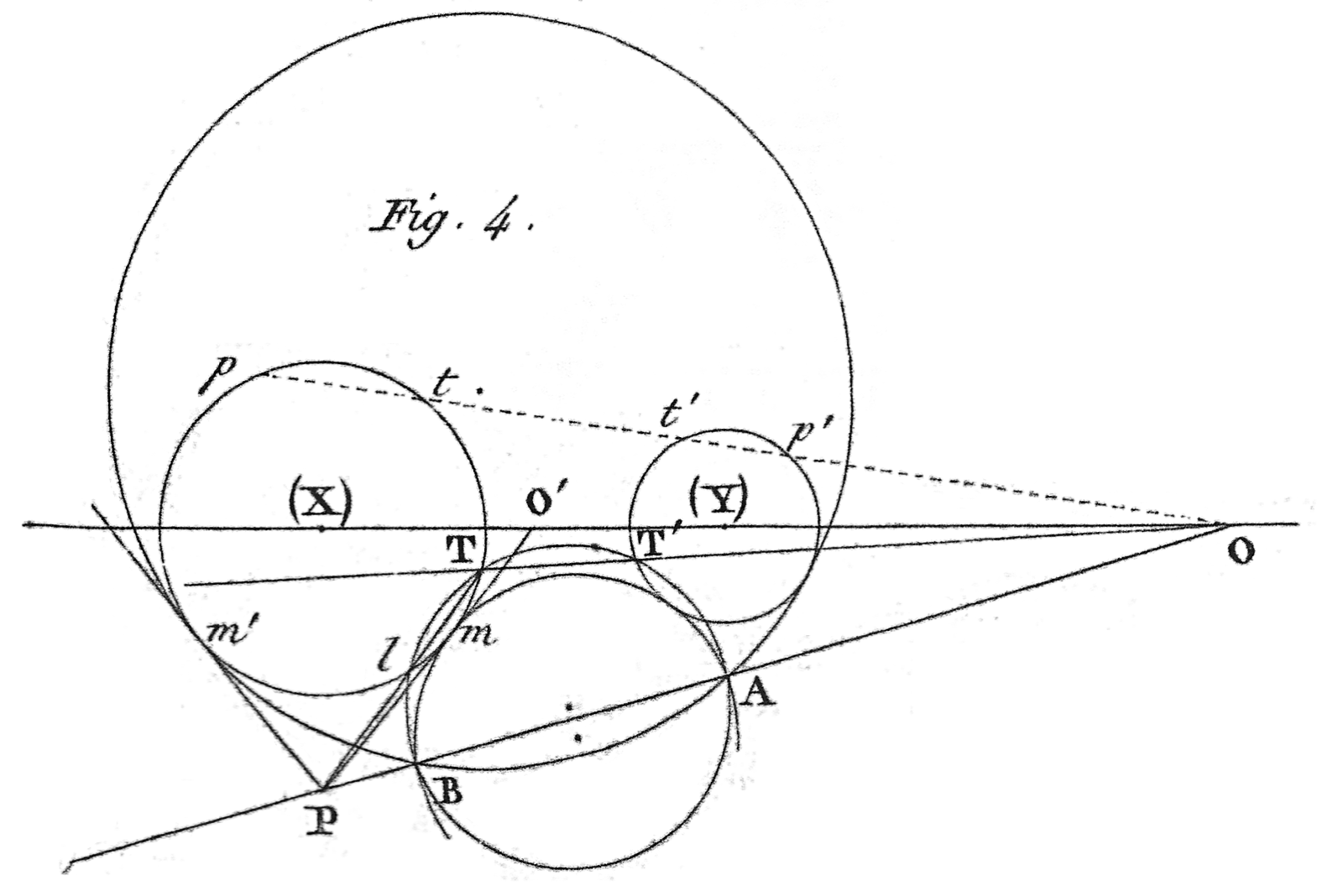
En "Correspondance sur l'Ecole Impériale polytechnique", volumen 2, número 3, placa 4, figura 4. Ilustra la solución de Poncelet al Problema de Apolonio.

- Traité des propriétés projectives des figures. Paris (1822), 2 ed en 2 vols. 1862, 1865[12] En este libro introduce los conceptos del principio de dualidad (polo-polar) y de la ratio cruzada,[13] así como el de puntos en el infinito y el principio de continuidad.[14]
- Mémoire sur les roues hydrauliques verticales etc.. Metz 1826[15]
- Cours de mécanique appliquée aux machines. Metz 1826[16][17]
- Théorie des effets mécaniques de la Turbine Fourneyron. Metz, 1838.[18]
- Introduction à la mécanique industrielle. Metz, 1840[19]

## Reconocimientos
- Es uno de los 72 científicos cuyo nombre figura inscrito en la Torre Eiffel.

### Eponimia
- El Poncelet: unidad obsoleta de potencia
- El premio Poncelet, desde 1868
- El cráter lunar Poncelet[20]
- El asteroide (29647) Poncelet[21]

#### Géneros botánicos
- (Epacridaceae) Ponceletia R.Br.[22]
- (Poaceae) Ponceletia Thouars[23]

## Premios Poncelet
El Premio Poncelet (en francés: Prix Poncelet) es otorgado por la Academia de Ciencias de Francia. El premio fue establecido en 1868 por la viuda del general Jean-Victor Poncelet para fomentar el progreso de las ciencias. Tenía una dotación de 2000 francos (a partir de 1868), principalmente para el trabajo en matemáticas aplicadas. La redacción precisa del anuncio de la academia variaba de un año a otro y requería que el trabajo fuera "en mecánica", o "para trabajos que contribuyeran al progreso de las matemáticas puras o aplicadas", o simplemente " en matemáticas aplicadas"; y a veces se incluía la condición de que el trabajo deba "hacerse durante los diez años anteriores a la adjudicación".

## Referencias

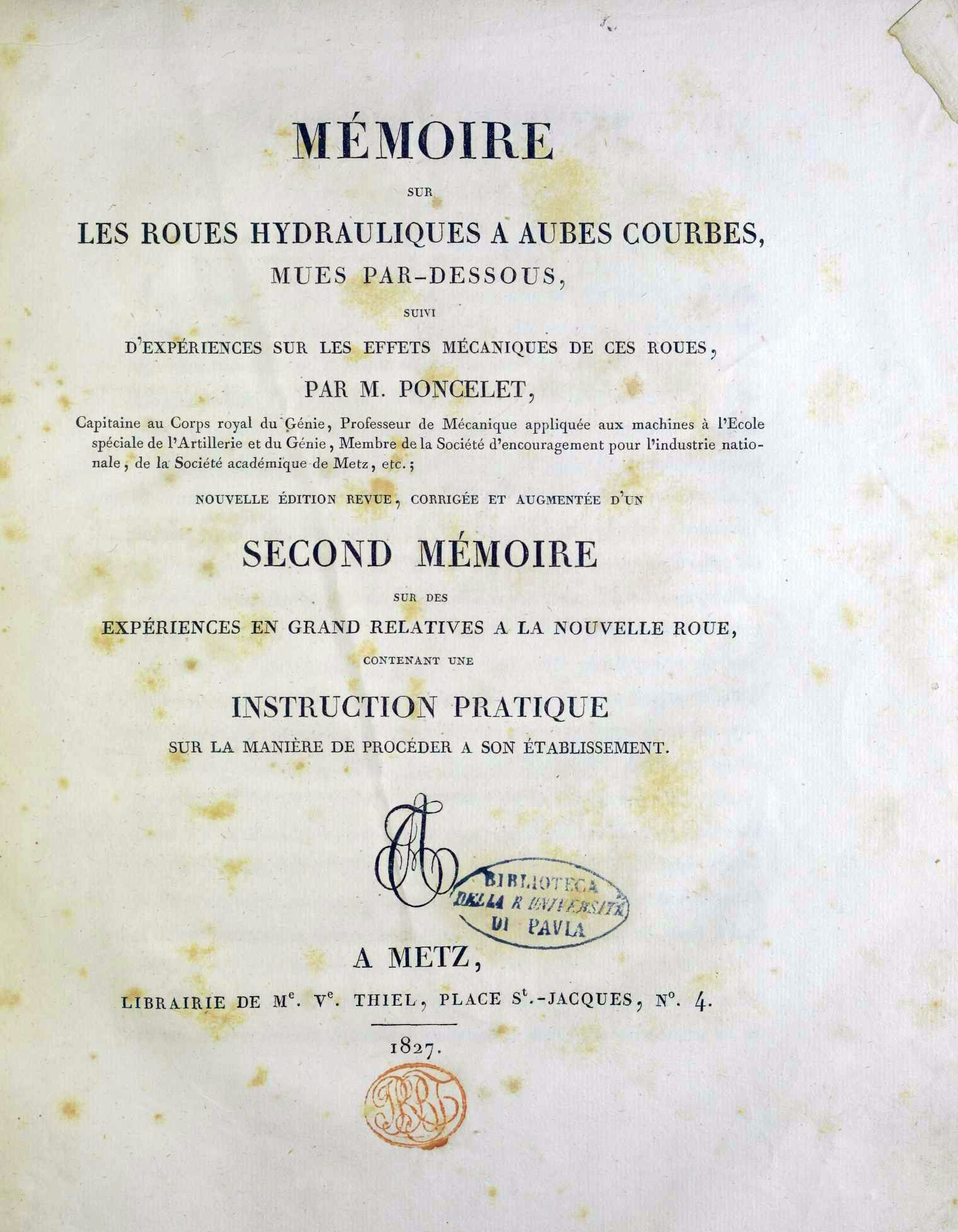
Portada de la Memoria sobre ruedas hidráulicas con palas curvas, movidas desde abajo., 1827.

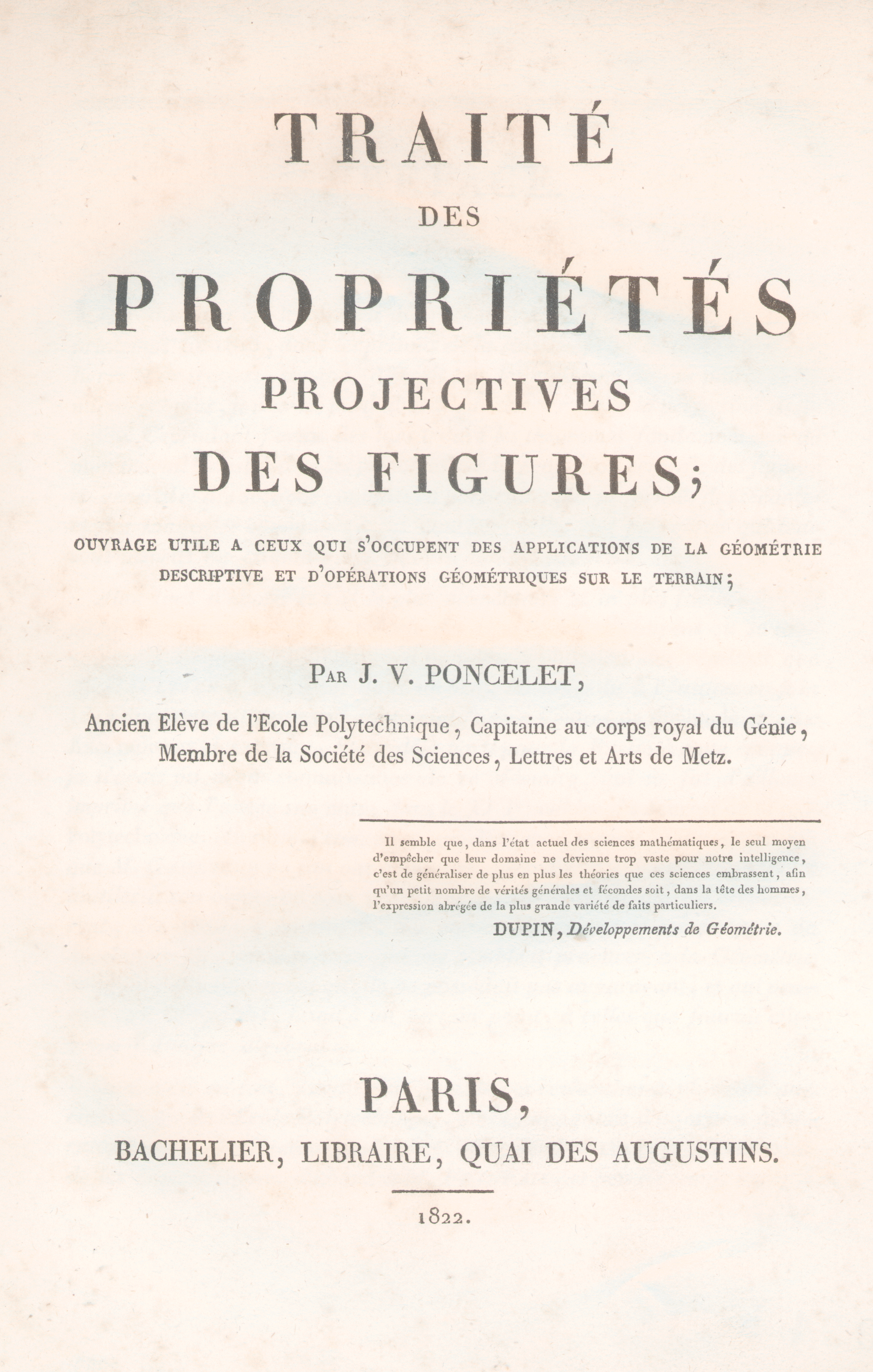
Portada de Traité des propriétés projectives des figures, 1822.